# Sisters In Law
Pour plus de détails, voir Fiche technique et Distribution.
Sisters in Law: Stories from a Cameroon Court (en français : « Belles sœurs : Histoires d'un tribunal du Cameroun ») est un documentaire britannico-camerounais de Florence Ayisi et Kim Longinotto qui dépeint les aspects de la vie et du travail des femmes dans le système judiciaire au Cameroun.

## Synopsis
Le film tourné à Kumba dans la région du Sud-Ouest du Cameroun s'articule autour de quatre cas de violence contre les femmes au Cameroun. Il montre des femmes qui cherchent à obtenir justice et à obtenir des changements sur des questions d'intérêt humain universel. Il montre également des images fortes et positives des femmes et des enfants au Cameroun. Il dépeint la vie des femmes et des enfants au Cameroun et la vie selon la charia. En outre, les cas examinés dans le film traitent principalement de l'inégalité des femmes et des enfants. Plus précisément, l'un des enfants a été battu avec une canne et la tante a été accusée de maltraitance envers les enfants.

## Fiche technique
- Titre : Sisters in Law: Stories from a Cameroon Court
- Réaltisation : Florence Ayisi, Kim Longinotto
- Pays :  Royaume-Uni /  Cameroun
- Date de sortie : 2005
- Langue : pidgin camerounais

## Accueil
Sisters In Law a été projeté dans plus de 120 festivals de cinéma dans le monde entier, ainsi que dans des cinémas d'art et d'essai en Europe et aux États-Unis. Aux États-Unis, il a été diffusé sur la série Independent Lens de PBS. Il a remporté de nombreux prix cinématographiques, dont le prestigieux Prix Art et Essai au festival de Cannes en mai 2005, le meilleur film documentaire au Hawaii International Film Festival, le prix du public au Festival international du film documentaire d'Amsterdam (IDFA), le meilleur documentaire sur un sujet contemporain, le prix Grierson, le prix de la justice sociale pour un film documentaire au Festival international du film de Santa Barbara, le meilleur documentaire international au Real Life on Film Festival de Melbourne et le meilleur documentaire unique de la Royal Television Society. En 2007, Sisters In Law a remporté un Peabody Award.

### Réponse critique

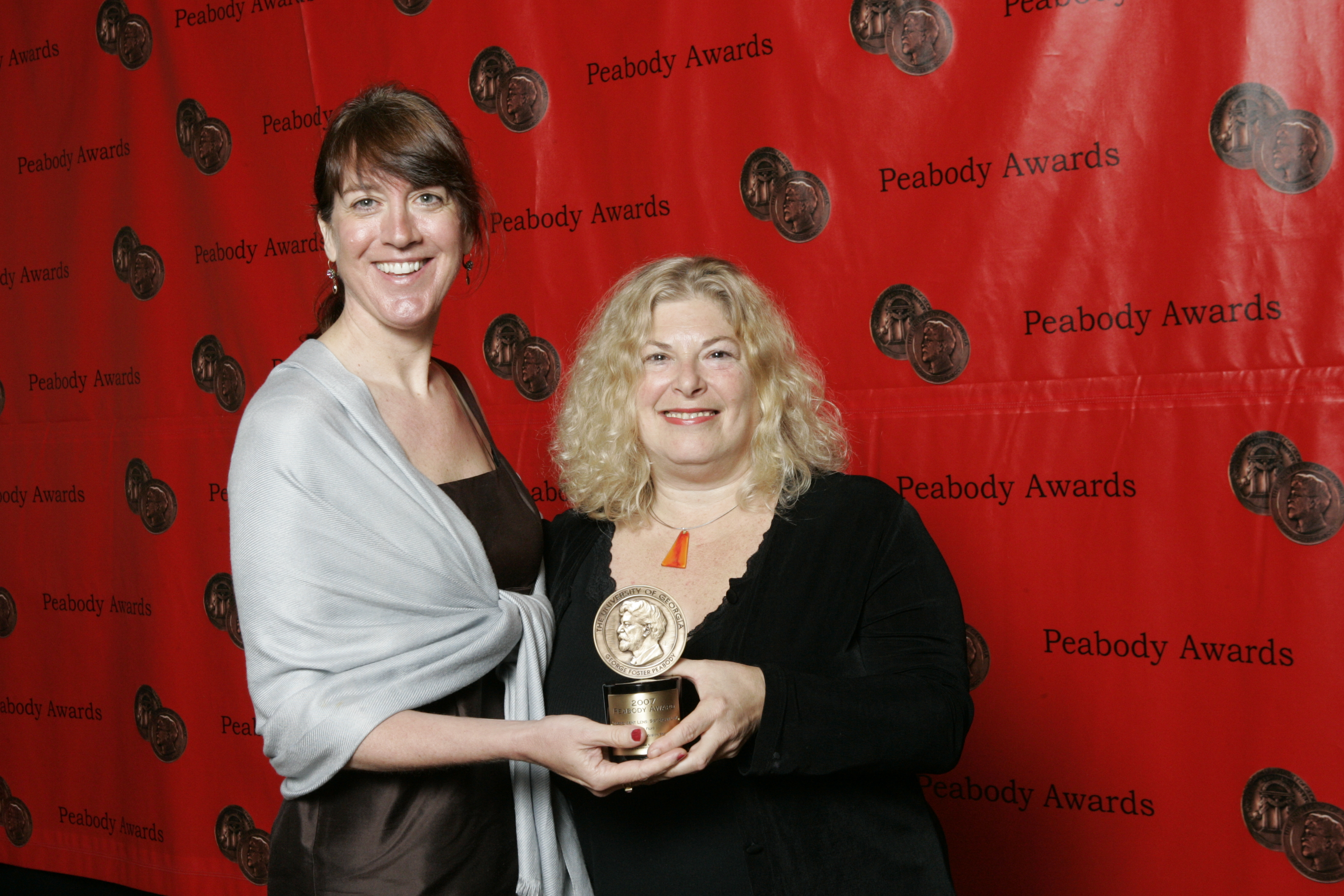
Lois Vossen et Debra Zimmerman lors de la 67e cérémonie annuelle des Peabody Awards pour Independent Lens.

L'agrégateur de critiques Rotten Tomatoes rapporte que 92% des 26 critiques sont positives, avec une note moyenne de 7,1/10. Le consensus des critiques du site Web indique que "éclairant, édifiant et convaincant, Sisters in Law jette un regard sans complaisance - et souvent humoristique - sur les efforts déployés pour faire progresser la situation juridique des femmes musulmanes au Cameroun". 